# Dorcadion brauni
Dorcadion brauni är en skalbaggsart som beskrevs av Stefan von Breuning 1979. Dorcadion brauni ingår i släktet Dorcadion och familjen långhorningar. Inga underarter finns listade i Catalogue of Life.